# 左撇子女孩
《左撇子女孩》（英語：Left-Handed Girl）是2025年上映的劇情片，由台灣、美國、英國和法國合拍，鄒時擎導演，鄒時擎與西恩·貝克共同編劇，演員陣容包括蔡淑臻、馬士媛、葉子綺、黃鐙輝、陳慕義、趙心妍。電影入選第78屆坎城影展國際影評人週單元，2025年5月15日全球首映。

## 劇情
講述一名單親媽媽與兩名女兒從鄉下返回台北夜市的生活的故事。

## 演員
- 蔡淑臻
- 馬士媛
- 葉子綺
- 黃鐙輝
- 陳慕義
- 趙心妍

## 製片
2012年12月，西恩·貝克公佈本作品，鄒時擎出任導演，惟電影遇到資金問題。
主体拍摄於2022年7月啟動。2025年2月，電影後期製作進入收尾階段。
電影使用iPhone拍攝。

## 發行
電影入選第78屆坎城影展影評人週單元，2025年5月15日全球首映。
2025年5月，Netflix買下電影除波羅的海三國、比荷盧、希臘、香港、以色列、意大利、法國、日本、南韓、西班牙、斯堪的納維亞半島、波蘭及台灣以外的全球發行權。

## 反響
根据評論匯總网站爛番茄汇总的20篇评论文章，95%的评论家给予该作正面评价。在Metacritic上，6位影評人共給予了76分的分數（滿分100分），這部電影獲得了「普遍好評」。

## 外部連結
- 官方网站  （英文）
- 法國AlloCiné影劇資料庫上《左撇子女孩》的電影資料（法文）
- 互联网电影数据库（IMDb）上《左撇子女孩》的资料（英文）
- Box Office Mojo上《左撇子女孩》的资料（英文）
- AllMovie上《左撇子女孩》的资料（英文）
- 爛番茄上《左撇子女孩》的資料（英文）
- Metacritic上《左撇子女孩》的資料（英文）
- 豆瓣电影上《左撇子女孩》的資料 （简体中文）
- 開眼電影網上《左撇子女孩》的資料（繁體中文）